# ياندل هندرسون
ياندل هندرسون (بالإنجليزية: Yandell Henderson)‏ (و. 1873 – 1944 م) هو عالم وظائف الأعضاء من الولايات المتحدة الأمريكية .